# 范普权
范普权（1910年—1991年），男，山东庆云人，中华人民共和国军事人物，中国人民解放军少将，曾任北京卫戍区副政治委员，山西省军区副政治委员。